# Conmoriencia
La conmoriencia, comoriencia o teoría de los comurientes es, en derecho sucesorio, una ficción jurídica en virtud de la cual, en el caso de que dos personas llamadas a sucederse, sean o no familiares, hayan muerto sin poder demostrarse quién falleció antes (por ejemplo, en un accidente de automóvil), se presume que ambas murieron a la vez.
La conmoriencia no se da en todos los ordenamientos jurídicos. Es una opción que puede tomar el legislador. Por ejemplo, en España, lo establece el artículo 33 del Código Civil "Si se duda, entre dos o más personas llamadas a sucederse, quién de ellas ha muerto primero, el que sostenga la muerte anterior de una o de otra, debe probarla; a falta de prueba, se presumen muertas al mismo tiempo y no tiene lugar la transmisión de derechos de uno a otro".
En Guatemala el artículo 3 del Código Civil, decreto ley 106, establece: "Conmoriencia. Si dos o más personas hubiesen fallecido de modo que no se pueda probar cuál de ellas murió primero, se presume que fallecieron todas al mismo tiempo, sin que se pueda alegar transmisión alguna de derechos entre ellas". 
Tiene mucha importancia a la hora de definir los traspasos de bienes a través de la sucesión. Si se pudiese demostrar que uno de ellos murió antes, se produjo la herencia del otro antes de su muerte, y el destino final de los bienes sería distinto que si se entiende que murieron los dos a la vez.